# بريان أ. جارنر
بريان أ. جارنر (بالإنجليزية: Bryan A. Garner)‏ هو محامي أمريكي، ولد في 17 نوفمبر 1958 في لوبوك في الولايات المتحدة.